# Успішність
Успішність (рос. успешность; англ. successfulness, effectiveness; нім. Leistung  f) — наявність успіхів (позитивних наслідків) у чомусь, які дають позитивний результат. Зокрема, ступінь засвоєння учнями знань, навичок.
Успішність — категорія універсальна і вона стосується всіх головних областей людського життя, наприклад, таких як: кар'єра, фінанси, сім'я, особисті відносини, здоров'я, відпочинок, хобі (захоплення).

## Приклади застосування терміна
Успішність — термін широкого застосування як у гуманітарній, так і технічній сферах.
Зокрема, у нафтогазовидобуванні є поняття коефіцієнту успішності, що являє собою відношення суми успішних свердловино-операцій до всіх виконаних свердловино-операцій. Ремонт вважають успішним при досягненні поставленої мети або відповідної величини приросту видобутку, об'єму запомповування, скорочення відбору пластової води і непродуктивного запомповування.